# باولا هيريرا
باولا هيريرا (بالإسبانية: Paula Herrera)‏ هي دراجة كوستاريكية، ولدت في 11 مارس 1987 في كوستاريكا.

## وصلات خارجية
- بولا هيريرا على موقع إحصائيات الدراجات الإحترافية (الإنجليزية)